# Otto Höhne (Sportfunktionär)

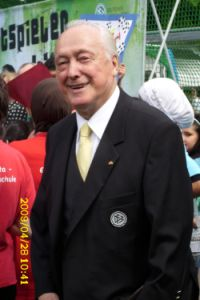
Otto Höhne (2009)

Otto Höhne (* 30. Juli 1926 in Soldin; † 28. April 2024 in Berlin) war ein deutscher Sportfunktionär.

## Leben
Höhne trat 1951 dem FC Hertha 03 Zehlendorf bei. Er war von 1966 bis 1986 Präsident des Vereins und 1990 bis 2004 Präsident des Berliner Fußball-Verbands. Anschließend war Otto Höhne Ehrenpräsident des Berliner Fußballverbandes.
Er arbeitete von 1947 bis 1970 als Geographie- und Sportlehrer in Berlin. Anschließend war er von 1970 bis 1990 Rektor der Lenau-Ganztagsschule in Kreuzberg. Höhne war verheiratet und hatte eine Tochter. Der Sportverein Hertha 03 Zehlendorf veranstaltet jedes Jahr ein Dank-Turnier zu seinen Ehren.
Auf u. a. sein Wirken geht die dauerhafte Vergabe des DFB-Pokalendspiels nach Berlin und die mit Uwe Piontek realisierte Zusammenführung des bis 1990 getrennten Fußballbetriebes in Ost- und West-Berlin zurück.
Er war zudem Gründungsmitglied und langjähriges Vorstandsmitglied des Städtepartnerschaftsvereins Steglitz-Zehlendorf.

## Auszeichnungen
Höhne war Ehrenmitglied des Deutschen Fußball-Bundes und Träger der Goldenen DFB-Ehrennadel.
- 1974: Bundesverdienstkreuz erster Klasse[4]
- 1991: Verdienstorden des Landes Berlin
- 1999: Goldene Ehrennadel des Landessportbunds Berlin
- 2002: Goldene Ehrennadel des Deutschen Roten Kreuzes
- 2006: Großes Verdienstkreuz des Verdienstordens der Bundesrepublik Deutschland